# Гожельня (Сілезьке воєводство)
Гожельня (пол. Gorzelnia) — село в Польщі, у гміні Бляховня Ченстоховського повіту Сілезького воєводства.
Населення — 437 осіб (2011).
У 1975-1998 роках село належало до Ченстоховського воєводства.

## Демографія
Демографічна структура станом на 31 березня 2011 року:
|          | Загалом | Допрацездатний вік | Працездатний вік | Постпрацездатний вік |
| -------- | ------- | ------------------ | ---------------- | -------------------- |
| Чоловіки | 227     | 44                 | 164              | 19                   |
| Жінки    | 210     | 35                 | 127              | 48                   |
| Разом    | 437     | 79                 | 291              | 67                   |